# Muinane
Muinane (Bora Muinane, Muinana, Muinani, Muenane), indijansko pleme porodice Boran, tradicionalno nastanjenii u zoni La Sabana u kolumbijskom departmanu Amazonas, na gornjem toku Cahuinarí ili río Verde, pritoci Caquete i u departmanu Caquetá na Agua Negra (río Orteguaza). Na području Perua žive u departmanu Loreto u selu Muinane de Totoda (42; 1993; 12 govornika 1975, Walton & Walton); ukupno 547 (1997; Arango & anchez 1998); 150 govornika (1982 SIL). Muinane se ne smiju pobrkati s drugim plemenom Muinane, koje govori jezikom porodice Huitotoan. 
Sastoje se od nekoliko lokalnih skupina ili klanova (Walton & Walton 1975): Nejegaimïjo, Gaigomïjo, Quilleyïmïjo, Chuhumumïjo, Noobajo, Cïïmïjo.

## Vanjske poveznice
- Muinane: A language of Colombia